# Scardamia
Scardamia là một chi bướm đêm thuộc họ Geometridae.